# Тендрівська затока
Тендрівська затока — мілководна затока біля узбережжя Херсонської області України (півострів Ягорлицький Кут) на півночі Чорного моря, відокремлена від нього Тендрівською косою. Врізається в суходіл майже на 45 км. Пересічна ширина — 7 км, глибини — до 6 м.
Частина затоки та її узбережжя належать до Чорноморського заповідника.
На дні Тендрівської затоки знаходиться безліч затонулих суден різних часів. Висловлюється пропозиція надати Тендрі статус підводного археологічного заповідника, першого такого роду в Україні, щоб перешкодити систематичному грабунку підводних реліквій.